# روبرت إيرل هارلي
روبرت إيرل هارلي (1661 ـ 1724)، سياسي إنكليزي، كان ذا نفوذ عظيم على الملكة آن، عن طريق ابنة عمه ليدي ماشام، وغدا رئيس الوزراء الفعلي (1711 ـ 14). بدأ مشروع «فقاعة البحر الجنوبي» الذي انتهى بفضيحة مالية هائلة، كان لها دوي عظيم، تفاوض سراً لإنهاء حرب الوراثة الإسبانية وإبرام صلح أوترخت 1713، ناضل منافسه هنري سنت جون من أجل الاحتفاظ بسلطته، وألقي في السجن 1715، قدم للمحاكمة أمام البرلمان وأبرئت ساحته. تؤلف مكتبته الخاصة ـ التي ضمت مجموعة نفيسة من المخطوطات ـ جزءاً من مكتبة المتحف البريطاني.

## روابط خارجية
- روبرت إيرل هارلي على موقع الموسوعة البريطانية (الإنجليزية)